# Liane Marlene
Liane Marlene, née le 18 mars 1922, est une actrice française.

## Filmographie
- 1946 : Cœur de coq de Maurice Cloche
- 1947 : La Kermesse rouge de Paul Mesnier
- 1948 : L'assassin est à l'écoute de Raoul André : Doris
- 1951 : Le Chéri de sa concierge de René Jayet
- 1951 : Le Clochard milliardaire de Léopold Gomez : Suzanne
- 1953 : Opération Magali de László V. Kish